# Gettrabosjön
Gettrabosjön är en sjö i Vaggeryds kommun i Småland och ingår i Nissans huvudavrinningsområde. Sjön är 2,2 meter djup, har en yta på 0,0645 kvadratkilometer och är belägen 272 meter över havet. Sjön avvattnas av vattendraget Svanån.

## Delavrinningsområde
Gettrabosjön ingår i det delavrinningsområde (638737-137705) som SMHI kallar för Förgrening. Avrinningsområdets medelhöjd är 242 meter över havet och ytan är 64,59 kvadratkilometer. Det finns inga delavrinningsområden uppströms utan avrinningsområdet är högsta punkten. Svanån som avvattnar avrinningsområdet har biflödesordning 3, vilket innebär att vattnet flödar genom totalt 3 vattendrag innan det når havet efter 162 kilometer. Delavrinningsområdet består mestadels av skog (75 procent) och sankmarker (12 procent). Avrinningsområdet har 1,06 kvadratkilometer vattenytor vilket ger det en sjöprocent på 1,6 procent.